# Ouled Yaïch (distrito)
Ouled Yaïch é um distrito localizado na província de Blida, Argélia, e cuja capital é a cidade de mesmo nome, Ouled Yaïch. Segundo o censo de 1998, a população total do distrito era de 77 630 habitantes.[carece de fontes?]

## Municípios
O distrito está dividido em três municípios:
- Ouled Yaïch
- Béni Mered
- Chréa